# Пристрілювально-цілевказуючий снаряд
Пристрі́лювально-цілевка́зуючий снаря́д — артилерійський снаряд спеціального призначення, призначений для цілевказання та пристрілки, за допомогою якого створюються сигнали для орієнтування, оповіщення, управління та цілевказання підрозділам.
Пристрілювально-цілевказуючі снаряди, як правило застосовуються для артилерійських систем малого та середнього калібру. Власно артилерійський снаряд за своїми балістичними властивостями повністю відповідає бойовим снарядам, має ідентичну вагу, зовнішню форму корпусу снаряда, але не має розривного заряду й підривача. Снаряди такого типу споряджаються піротехнічним складом, який утворює на місці розриву чітко видиму кольорову хмару з метою полегшення пристрілки.